# Senna gundlachii
Senna gundlachii là một loài thực vật có hoa trong họ Đậu. Loài này được (Urb.) H.S.Irwin & Barneby miêu tả khoa học đầu tiên.